# 徐远征 (1958年)
徐远征（1958年—），河北宽城人，满族，中华人民共和国政治人物、第十一届全国人民代表大会吉林地区代表。
毕业于吉林大学哲学专业，是中共党员。担任四平市纺织工业局副局长、二轻总会会长，梨树县委常委、副县长。2008年起担任全国人大代表。